# سیدنی کارتر (بازیکن بسکتبال)
سیدنی کارتر (انگلیسی: Sydney Carter؛ زادهٔ ۱۸ نوامبر ۱۹۹۰) بازیکن بسکتبال اهل ایالات متحده آمریکا است.
از باشگاه‌هایی که در آن بازی کرده‌است می‌توان به آتلانتا دریم اشاره کرد.